# Pic de la Moulinière
Il Pic de la Moulinière (3.073 m s.l.m.) è una montagna del Massiccio dei Cerces nelle Alpi Cozie. Si trova tra i dipartimenti francesi delle Alte Alpi e della Savoia.
La montagna è collocata ad est del colle del Lautaret ed a sud della Pointe des Cerces.

### Cartografia
- Cartografia ufficiale italiana in scala 1:25.000 e 1:100.000, Istituto Geografico Militare. URL consultato il 24 febbraio 2018.
- Cartografia ufficiale francese dell'Institut géographique national (IGN), consultabile online